# Tóth József (színművész, 1823–1870)
Tóth József (Szentes, 1823. július 5. – Pest, 1870. március 1.) magyar színész. Tóth Imre színművész édesapja.

## Élete
Édesapja tímármesterként dolgozott. Az elemi iskolát Szentesen végezte, majd Hódmezővásárhelyen és Kecskeméten járt gimnáziumba. Papnak készült, noha édesapja jogászi pályára szánta. Hatodikos gimnazista volt, midőn egyik tanárától a poétikai előmenetelének jutalmaképpen megkapta Voltaire: Tankréd című drámáját. Ennek a drámának döntő szerepe volt abban, hogy az ifjú Tóth József elkötelezze magát a színészmesterség iránt.
1839-ben apjával Pestre utazott, hogy nekikezdhessen jogi tanulmányainak. Az ifjú azonban ideje túlnyomórészét a Nemzeti Színházban töltötte, eleinte mint statiszta dolgozott, később már kisebb szerepeket is adtak neki.
1841-ben már Miskolcon dolgozott, utána tízen éven keresztül vidéken játszott. Fellépett Szatmáron, Kolozsvárott és Győrben.
1846-ban megnősült, feleségül vette egyik pályatársnőjét, Kovácsy Máriát, aki egy tekintélyes pesti ügyvédnek volt a leánya. Házasságukból négy gyermek született, egy leány és három fiú. Egyiküket Jókaiék keresztelték. Egyik fia községi jegyző lett, a másik református lelkész, Imre (1857-1928) nevű fia pedig színész és rendező (1908-tól 1917-ig volt a Nemzeti Színház igazgatója).
Tóth József honvéd önkéntesnek jelentkezett 1848-ban. Kossuthtól parancsot kapott 1849 július-augusztusában állami pénzeknek az aradi várba történő szállítására.
Hamarosan visszatért a színpadra. Önképzéssel foglalkozott, megtanulta a német, a francia és az angol nyelveket. Útjai során ezen népek színjátékait is megismerte. Fordított Shakespeare-drámákat, és saját színműveket is írt.
A Nemzeti Színházban is színpadra lépett 1844-ben, 1845-ben és 1847-ben. 1850-ben kapott végleges szerződést. Petőfivel is ismeretségbe került pesti vendégszereplése során. Mint szerződött tag 1851. április 6-án lépett először fel először a Rab című népszínűben mint Poplavetz, s kezdetben kisebb szerepeket játszott el. Miután Fáncsy Lajos 1854-ben elhunyt, Tóth József vette át a szerepkörét. Míg Fáncsy inkább a megtestesült finomság és elegancia volt, addig mindez Tóth József kemény és szikár egyéniségéből hiányzott. A finomság helyett az erő dominált benne, durva, nyers intrikum jellemezte. Amit a joviális humor terén Szigeti József jelentett, ugyanazt a színvonalat képviselte Tóth József a pedáns komikum terén. Nevezetesebb szerepei voltak e műfajban pl.: Szegfű Tivadar (A mama), Kardos (Régi pénzek), John inas (Angolosan).
Tóth József a magyar színészek közül elsőként tett tanulmányutat Angliában 1856 végétől 1857 elejéig, hogy eredetiben láthassa Shakespeare színműveit. Erről az utazásáról beszámolt a Magyar Sajtó c. lap is. Feltehetően ezen utazás hatására kapott kedvet a III. Richárd címszerepéhez, melyet 1859. október 24-én alakított először a Nemzeti Színházban, s ez a szerep pályája zenitjének is tekinthető. Fontos alakításai voltak még Macbeth, XIV. Lajos, Wolsey bíboros, Cassius és Harpagon is, ezeket kiváló ábrázolóerővel és rendkívüli hatással formálta meg. A színpadi beszéd és mimika mestere volt, de arcjátékával is némán kifejezte mindazt, amit szóval is el kellett mondania. A gúny, a pátosz és a humor is megjelent játékában, egyúttal félelmet és borzadályt is tudott kelteni, s ugyanúgy képes volt megnevettetni a közönséget. Alakításairól korabeli kritikák alapján kitűnik, hogy Tóth József korszakának meghatározó színésze volt.
Az 1860-as évek végén gégesorvadást kapott, az utcán szitaszerű szájkosarat hordott, amivel a por ellen védte légzőszervét. De még betegen is játszott és tanított. Olaszországba utazott levegőkúrára, azonban ez is hasztalannak bizonyult, folyamatosan romlott az állapota, míg végül 47 éves korában elhunyt. Nem a szív és az érzelem, hanem a magasrendű értelem művésze volt. Egressy Gábor után ő számított a magyar színpad legnagyobb gondolkodójának. Ugyan nem rendelkezett kiemelkedő íráskészséggel, gondosan feljegyezte színészi gondolatait és ötleteit. Sírfeliratát még előre elkészítette, erre jegyzetei között bukkantak rá: "Nézzétek! Az álmot játszom".
Sírja a Kerepesi úti temetőben található.

## Emlékezete
Szülőházát 1885-ben emléktáblával jelölték meg. Ugyancsak Szentesen utcát neveztek el róla 1906-ban, 1909 április 12. óta pedig az ő nevét viseli a színház is. 1923-ban Koncz Antal elkészítette mellszobrát, ami a színház bejárata fölötti téglafülkében állt. Az épület átalakítása miatt ideiglenesen a Megyeház udvarán a szabadtéri színpad mellett helyezték el.

## Fontosabb szerepei
- Jágó (William Shakespeare: Othello)
- Tartuffe (Molière: Tartuffe)
- Biberách (Katona József: Bánk bán)
- Vackor (William Shakespeare: Szentivánéji álom)
- Szegfű Tivadar (Szigligeti Ede: A mama)
- III. Richárd (William Shakespeare: III. Richárd)
- Macbeth (William Shakespeare: Macbeth)

## Drámái
- Az orgazda (népszínmű, bemutató: 1852. augusztus 14., Nemzeti Színház)
- A jámbor vincellér (népszínmű, bemutató: 1856. szeptember 18., Nemzeti Színház)
- Ádám apó és leánya (1858?)

## Egyéb írása
- A magyar színművészet rendszere (Színháztörténeti Értesítő, 1853)

## Műfordításai
- Shakespeare: III. Richárd király, A veronai két nemes, A makrancos hölgy, A velencei kalmár
- Barrier: Ha te úgy, én is úgy
- Laube: Essex gróf
- Hebbel: Judith és Holofernes
- Bulwer-Lytton: Richelieu
- John B. Buckstone: Köszörületlen gyémánt

## Galéria

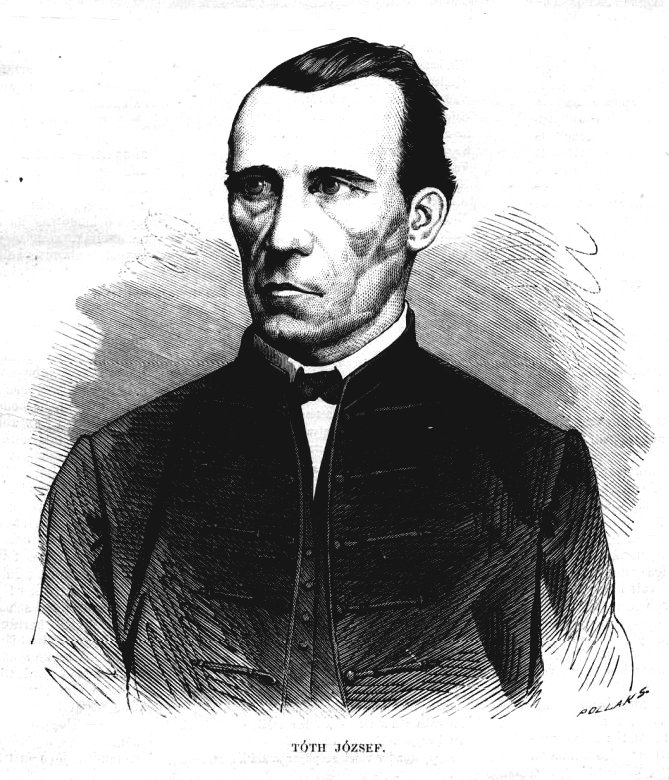
Tóth József portréja a Magyarország és A Nagyvilág című lap 1870. március 13-án megjelent számában
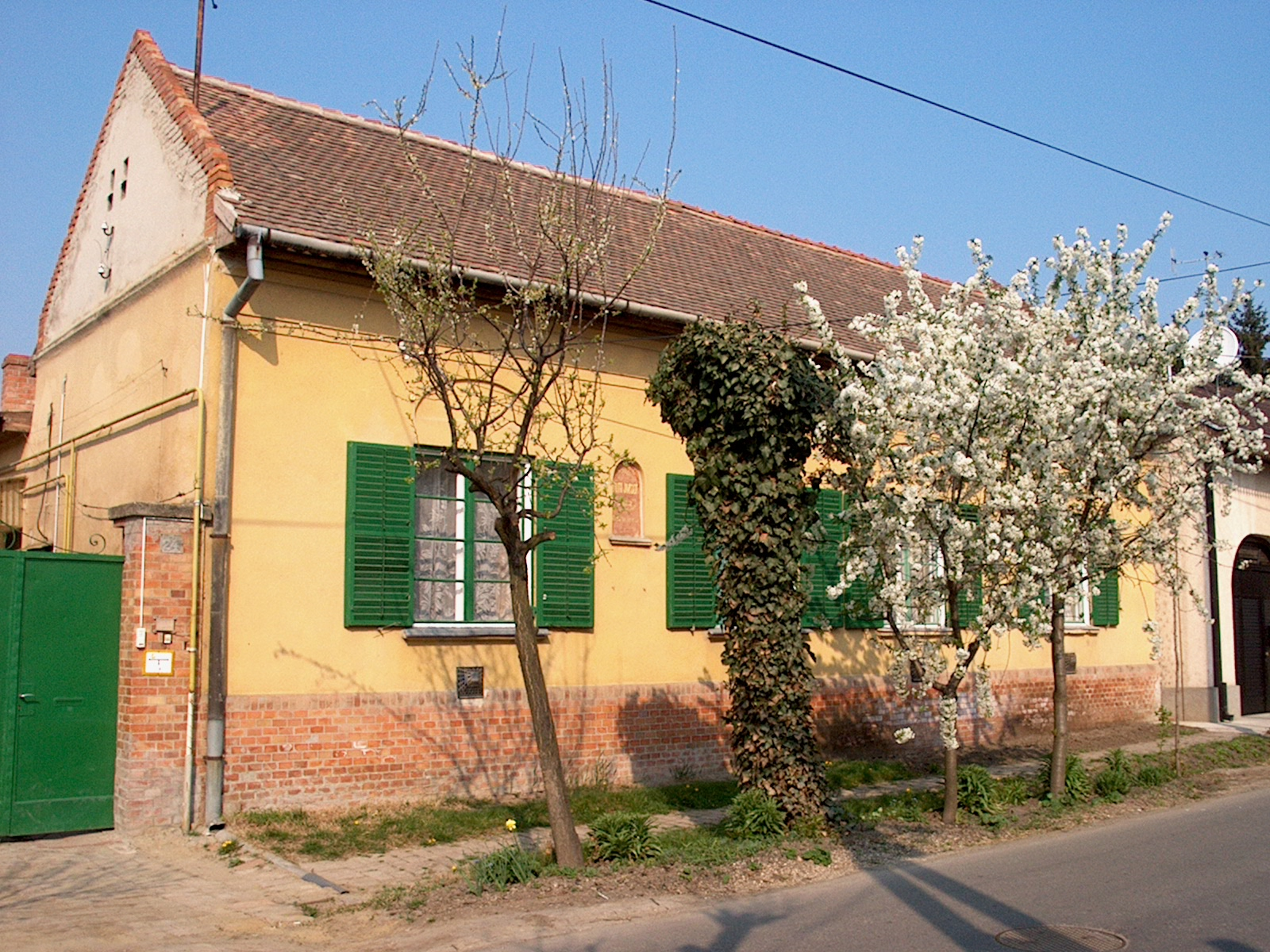
Szülőháza a róla elnevezett utcában
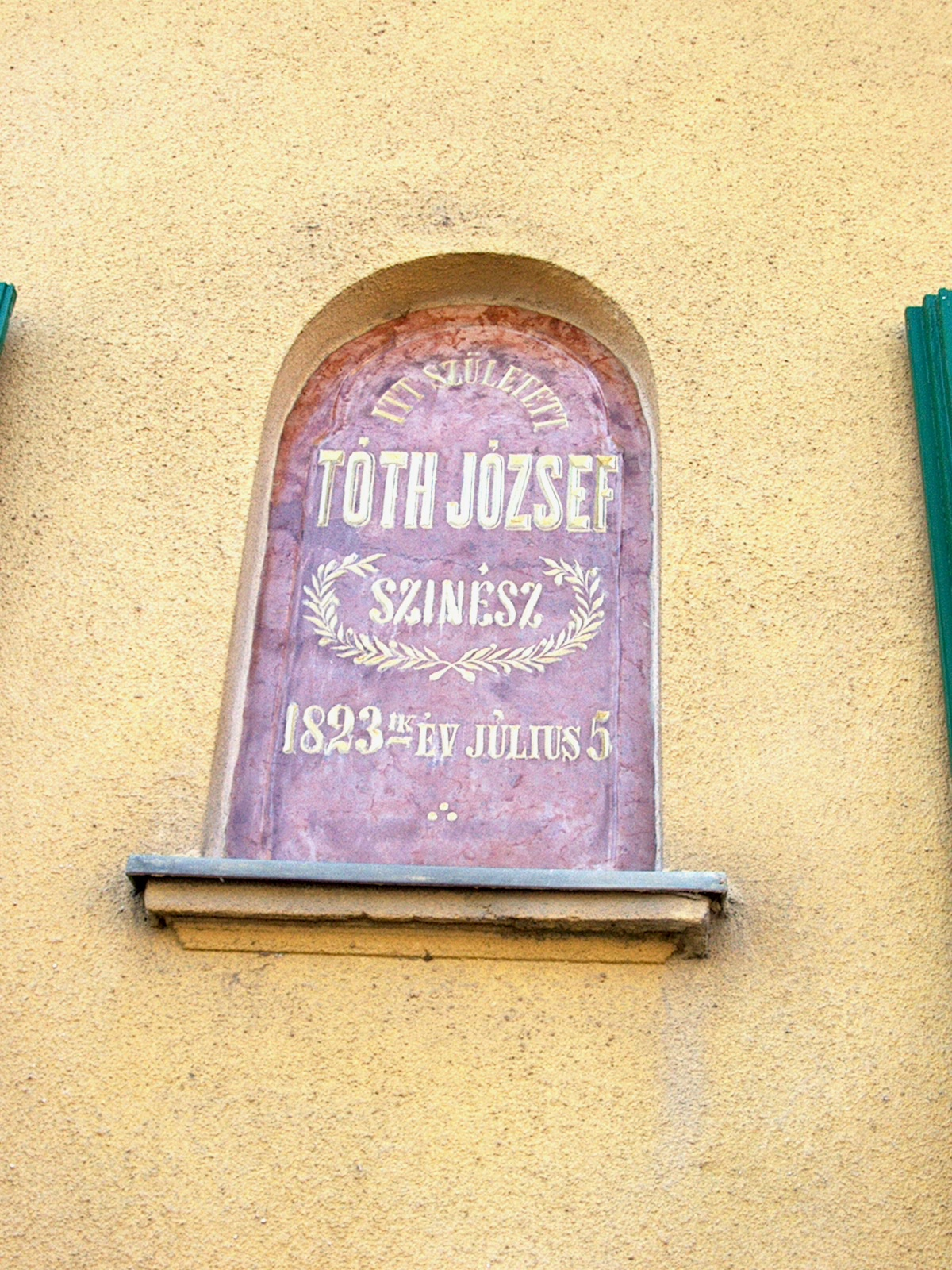
Emléktábla a szülőház falán
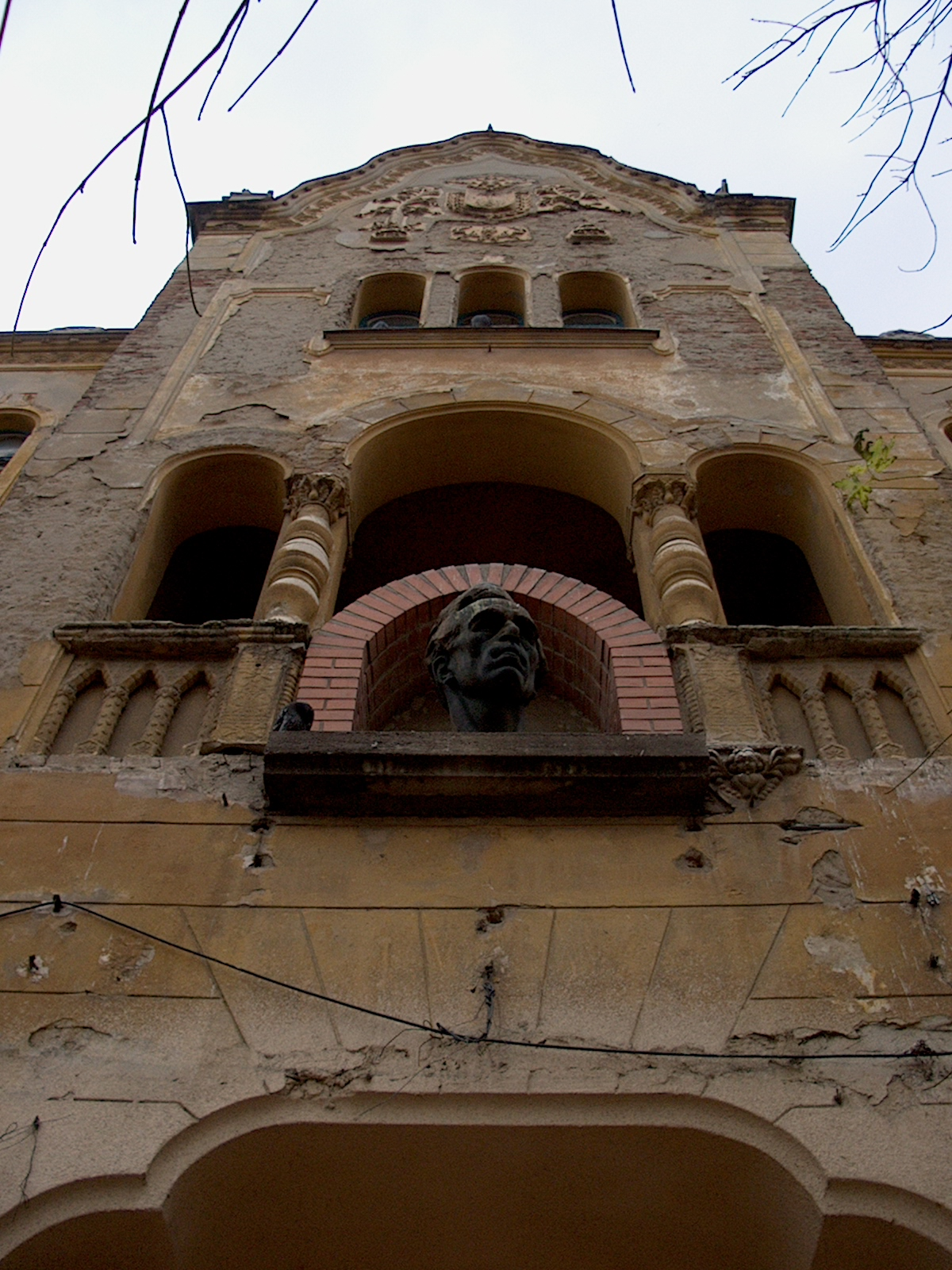
Mellszobra a róla elnevezett színház bejárata felett volt
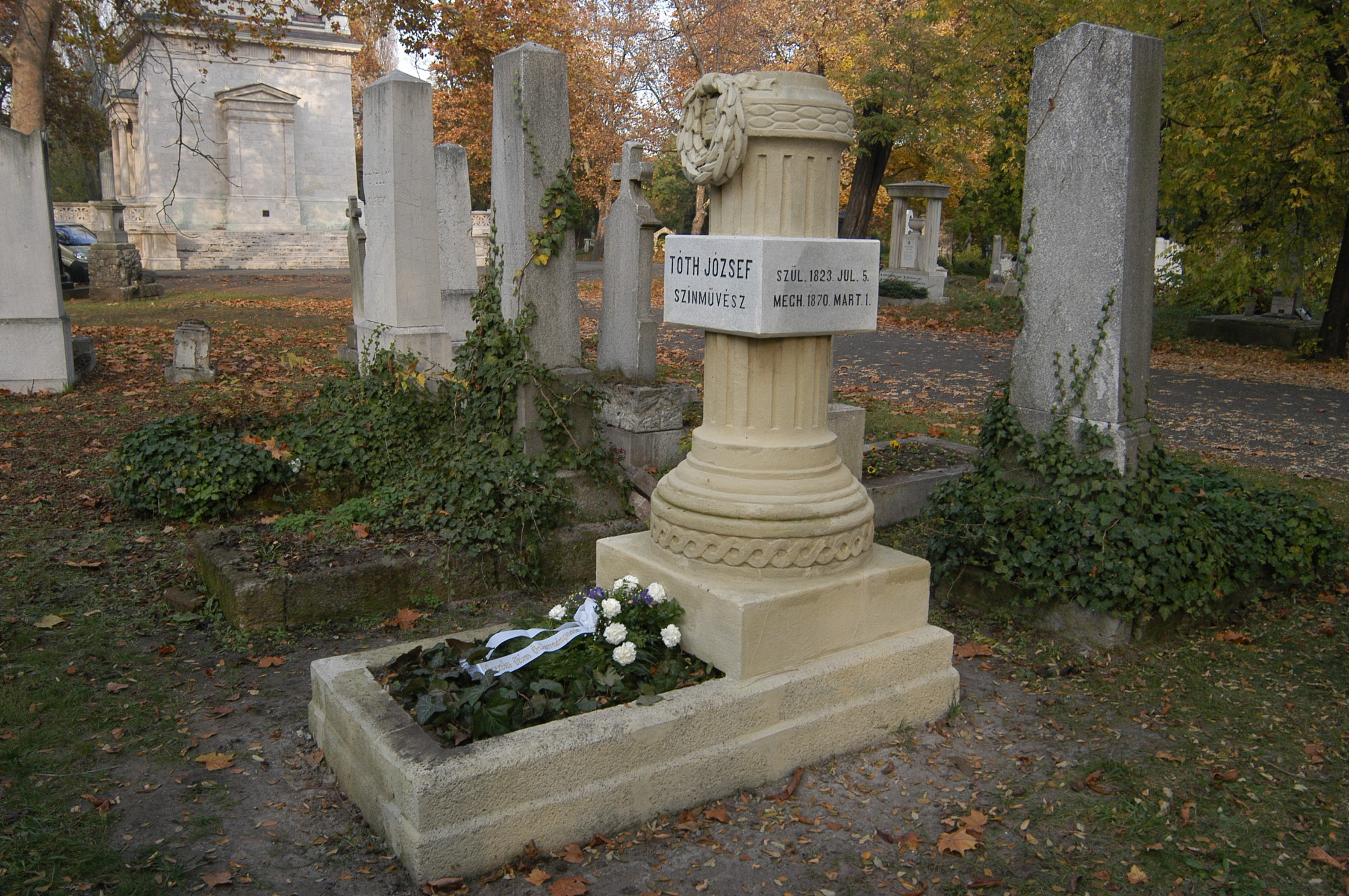
Sírja a Fiumei úti temetőben (29/1. parcella, 2. sor, 4. sír)